# 1349 (formație)

1349  este o formație de black metal dintr-o suburbie a orașului  Oslo, Norvegia fondată în anul 1997.